# Seelturm

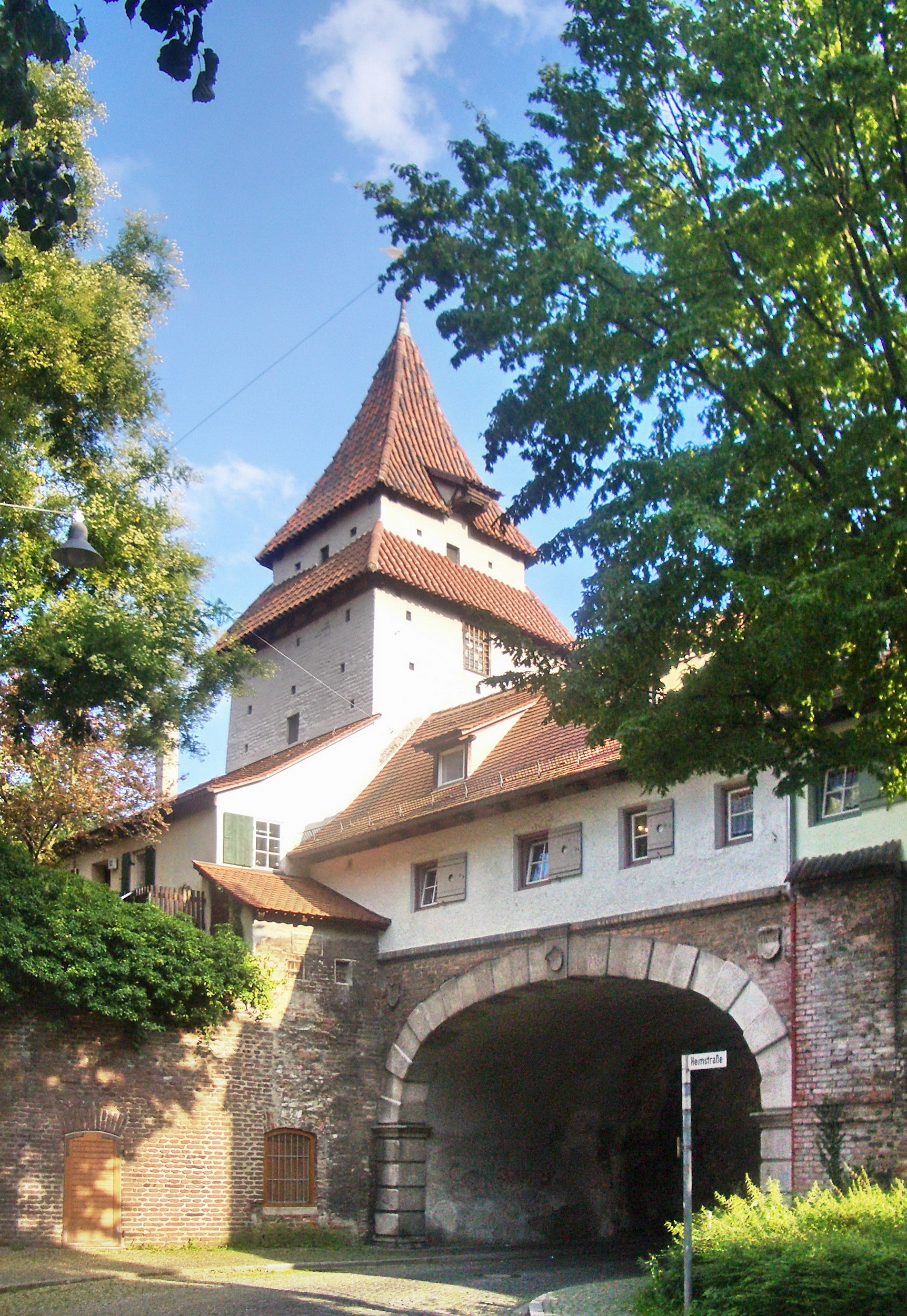
Seelturm und Zundeltor

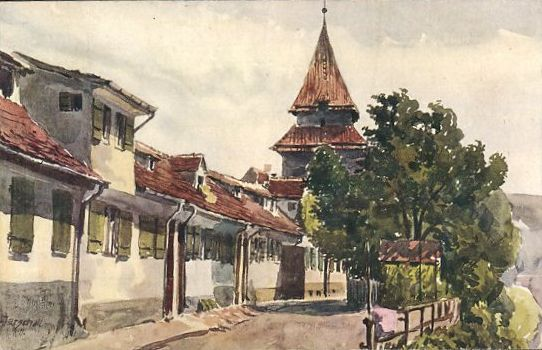
Josef Marschall: Zundeltortürmchen und Seelengraben

Der Seelturm, mitunter auch Zundeltorturm oder Zundeltortürmchen genannt, ist ein Turm in Ulm.

## Geschichte
Der etwa 20 Meter hohe Turm mit Walmdach wurde im 14. Jahrhundert als Teil der Ulmer Befestigungsanlage auf dem Zundeltor beim Seelengraben errichtet. Benannt wurde er nach dem Seelengraben, an dem er steht, bzw. nach dem damals noch existenten Seelhaus in der Griesbadgasse. Dort versorgten Ordensschwestern „arme Seelen“, also Aussätzige, andere Kranke und Bedürftige. Seinen zweiten Namen verdankt der Turm dem Zunder, der im 18. Jahrhundert dort gelagert wurde.
Joseph Furttenbach baute den Wehrturm um 1638 zum Wasserturm um. Er verschloss die ursprünglich offene Seite, die der Stadt zugekehrt war. Im Torbogen des Zundeltores ist noch der Zugang zum Brunnenhaus zu erkennen, in das das Wasser geleitet wurde. Die damals noch außerhalb der Stadtmauer fließende Blau, die durch den Stadtgraben bei der heutigen Olgastraße geleitet wurde, trieb das Pumpwerk an, mit dessen Hilfe das Wasser etwa 15 Meter hoch in einen Wasserbehälter aus Eichenholz mit Kupferauskleidung gepumpt wurde. Außer dem Seelturm wurden noch vier weitere Türme so genutzt, um in Notzeiten die Wasserversorgung der Stadt sicherzustellen: Der Gremlinger Turm, das Brunnenwerk beim Kohlenstadel, wo sich heute der Atlantenbrunnen befindet, eines beim Neutor sowie das Glockenbrunnenwerk beim Frauentor, wo sich lange Zeit der Delphinbrunnen befand.
Erst ab 1874 wurde Ulm auf andere Weise mit Wasser versorgt; der Seelturm versorgte aber auch weiterhin noch den Schlachthof mit Wasser, bis der Wasserbehälter aus dem Turm entfernt wurde. Danach wurden zwei Stockwerke in den Seelturm eingezogen.
Beim Seelturm befindet sich heute ein Brunnen, der an den Griesbadmichel erinnert. Dieser gilt als Ulmer Original. Er war in der Wirtschaft zum Griesbad Hausknecht, sammelte nachts mit einer Laterne Regenwürmer und gehört zu den prägenden Figuren des Ulmer Fischerstechens.
Der Turm befindet sich heute im Eigentum der Stadt Ulm und wird vom Deutschen Alpenverein als Jugendraum genutzt.